# Jim McMillian
James M. McMillian dit Jim McMillian, né le 11 mars 1948 à Raeford (Caroline du Nord) et mort le 16 mai 2016 à Winston-Salem (Caroline du Nord), est un ancien joueur américain de basket-ball. Il évolue durant sa carrière au poste d'ailier.

## Palmarès
- Champion NBA 1972